# 2010年上海マンション火災

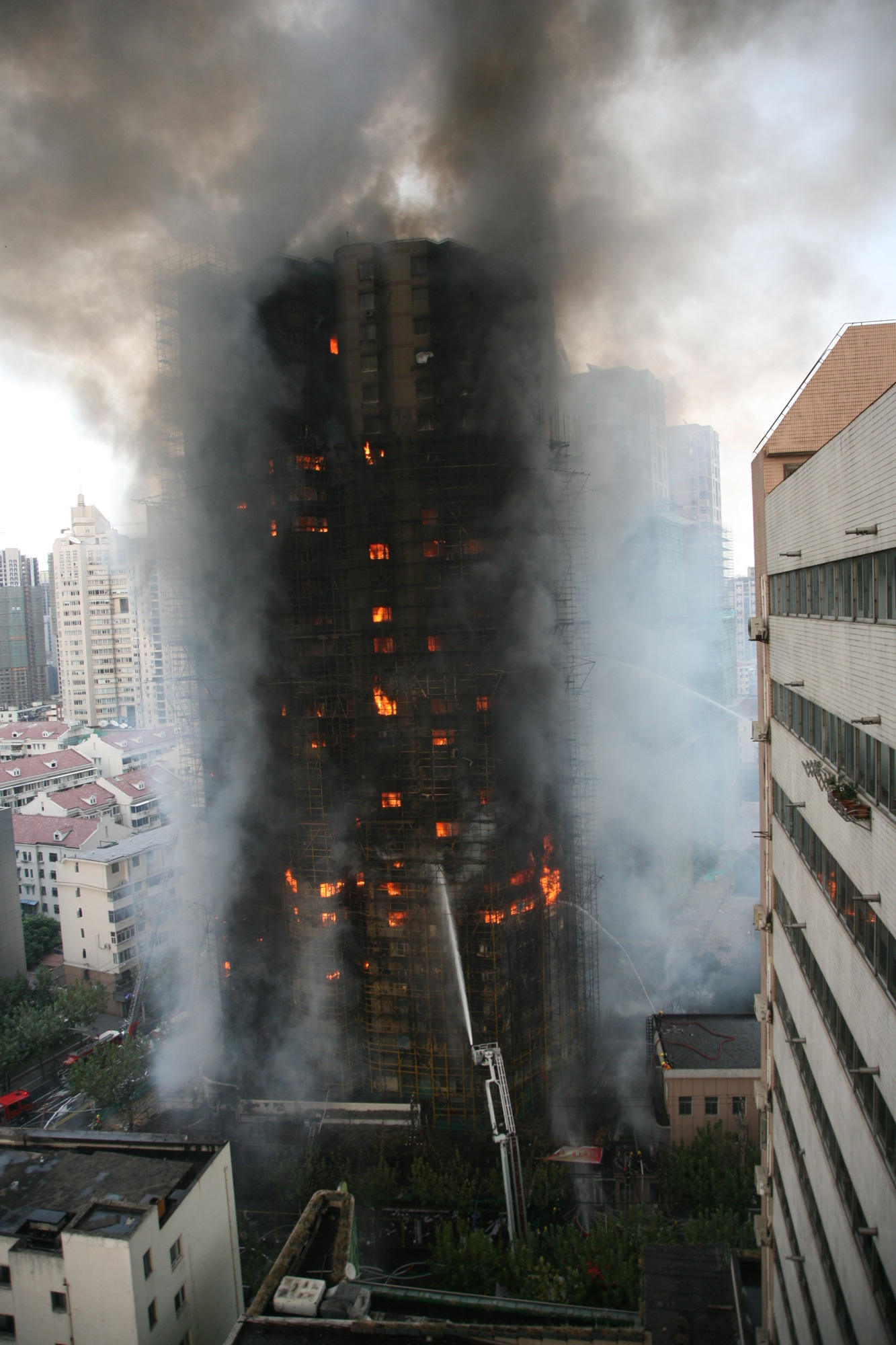
炎上するマンション

発生地：上海市静安区膠州路

2010年上海マンション火災は、2010年11月15日午後、中華人民共和国・上海市静安区で28階建てマンションが炎上し、死傷者が多数発生した大規模火災。
中国では「上海11·15特別重大火災」または単に「上海公寓火災」と呼ばれる。

## 概要

### 所在地
火災は現地時間午後2時15分頃発生。発生地は、上海市静安区膠州路728弄1号。
建物は1997年12月に竣工した28階建の、教員向けの高層住宅。1階は商業スペース、2階から28階までは住宅となっており、156戸440人余りが居住していた。

### 出火
建物は外壁の改修工事中で、竹による足場が組まれ可燃性のナイロンの網が外壁を囲んでいた。これに10階部分の溶接作業で飛び散った火花が引火したのが出火原因とみられる。火は上下方向に燃え移り、風も強かったことで、短い時間に建物の全体を覆っていった。
約70台の消防車が出動するものの、90メートル級のはしご車が1台という報道もあり、その他大半は50～60メートル級のはしご車で高層階に放水が届かない事態となった。結果、消火活動は難航し、約5時間後に鎮火。当局の初動の遅れや、消防車の消防能力不足が指摘された。ヘリコプターも出動し、屋上に逃れた住民の救出に当たった。

## 被害
この火災で、58人の死者と70人を越える入院または治療を必要とする負傷者がでた（火災発生月末時点）。また消息が確認できない者も、56人に及ぶことが報道された。
住人には引退した高齢者の教師が多く、救助には困難を極めた。また中国のマンションやアパートには、居住部屋の各入口のドアの外側に「防盗門」と呼ばれる鉄格子が取り付けられていることが多く、当局はこれが救助作業を難しくしていた可能性に言及している。
11月17日、死者の中に日本人男性1人が含まれている可能性が発表された。日本人男性は中国人妻の父親が住む同高層住宅を訪ね、その際に妻とともに火災に巻き込まれたとされていた。その後、26日に上海の日本総領事館が上海市公安局のDNA型鑑定の結果を受け、67歳の日本人男性1名が火災の犠牲者になっていたことを公表した。

## 報道規制
11月20日、この火災の情報発信に関して中国当局から国内各メディアに対し、新華社の情報だけを引用しそれ以外は削除するようにと報道を抑制する要求があったことが香港メディアにより報じられた。遺族の取材を行っていた中国人記者も、理由なく警備員に身柄を拘束され、悪いニュースを報道しないようにと約束をさせられたとされる。

## 余波と影響

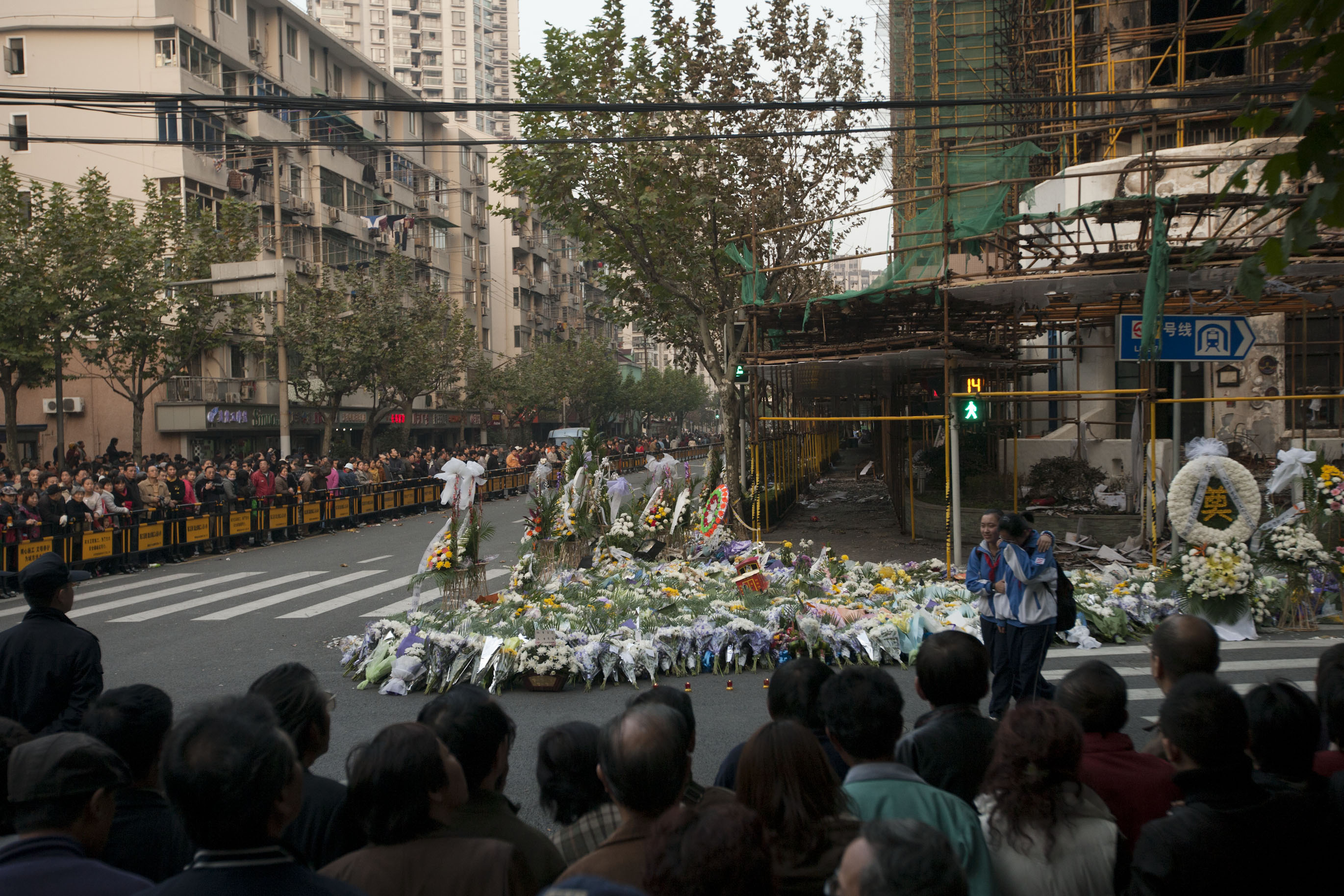
民衆による献花

火災発生から7日目にあたる11月21日には多数の市民が火災現場に献花に訪れた。中国で「頭七」と呼ばれる死後7日目は、死者の魂が昇天する前に最後に一度家に帰ってくる日とされる。この日は週末でもあったため、上海市民多数が現場に詰め掛け、昌平路に列をなした。当局は抗議集会となることを恐れて花を持たない市民の接近を禁じたが、この日献花に訪れた人数は約1万人とも、約10万人とされる。『南都周刊』のように、この自然発生的な慰霊活動を市民精神の覚醒と報じた記事もあった。
この火災の影響で、その後上海市では火の扱いに対する警戒強化が行われ、いくつもの花火行事が中止されたり、エリアを限定して花火を打ち上げる措置が取られるケースが見られた。